# Полховско-Майданский сельсовет
Полховско-Майданский сельсовет — сельское поселение в Вознесенском районе Нижегородской области.
Административный центр — село Полховский Майдан.

## История
Статус и границы сельского поселения установлены Законом Нижегородской области от 15 июня 2004 года № 60-З «О наделении муниципальных образований - городов, рабочих посёлков и сельсоветов Нижегородской области статусом городского, сельского поселения».

## Население
| 2002  | 2010  | 2012  | 2013  | 2014  | 2015  | 2016  |
| ----- | ----- | ----- | ----- | ----- | ----- | ----- |
| 1979  | ↘1711 | ↘1698 | ↘1664 | ↘1660 | ↘1645 | ↘1615 |
| 2017  | 2018  | 2019  | 2020  | 2021  |       |       |
| ↘1595 | ↗1603 | ↘1568 | ↘1531 | ↗1584 |       |       |

## Состав сельского поселения
| № | Населённый пункт  | Тип населённого пункта       | Население |
| - | ----------------- | ---------------------------- | --------- |
| 1 | Вилки             | деревня                      | ↘139      |
| 2 | Крутец            | посёлок                      | ↘26       |
| 3 | Новый Путь        | посёлок                      | ↘15       |
| 4 | Полховский Майдан | село, административный центр | ↘1531     |